# Walijczycy
Walijczycy (ang. Welsh people, wal. Cymry) – naród celtycki zamieszkujący głównie Walię (3 mln), Stany Zjednoczone (2 mln) i Anglię (0,6 mln). Tożsamość walijska jest przykładem tożsamości negatywnej, która ukształtowała się w opozycji do tożsamości angielskiej. Znaczną rolę poczucia przynależności narodowej mają: kultura, religia, sport (rugby), język walijski oraz symbole narodowe. W Walii istnieje ruch separatystyczny Yes Cymru.

## Historia
Wyspy Brytyjskie we wczesnym średniowieczu były zamieszkiwane przez liczne grupy plemienne. Po bitwie pod Hastings w 1066 Wilhelm Zdobywca zaczął jednoczyć je pod swoim panowaniem. Część plemion, aby uniknąć tego procesu, wyemigrowała na zachód (Walia) oraz na północ (Szkocja). W latach 1277–1294 w Walii wybuchły powstania narodowe, które zostały stłumione przez Anglików. W późniejszych latach dochodziło do mniejszych incydentów.
W latach 30. XVI wieku Walia została wchłonięta przez Anglię. Wówczas wprowadzono na wzór angielski podział księstwa na hrabstwa i obowiązek stosowania prawa angielskiego. Ruch konsolidacyjny nie był jednak niczym niezwykłym, gdyż podobne tendencje rozwinęły się również w innych krajach europejskich (Francja, Włochy, Hiszpania, Niemcy).

## Tożsamość narodowa
Walijczycy są przykładem narodu o tożsamości negatywnej. Najbardziej widocznymi jej przejawami są język, religia, narodowy sport rugby, zamiłowanie do śpiewu i symbole narodowe. Tożsamość walijska kształtowała się w opozycji do tego, co angielskie (przedtem saksońskie i anglosaskie). Walijczycy uważali się za członków cywilizacji łacińskiej, stojącej po przeciwnej stronie tego, co germańskie (przejawia się to m.in. w ich nazwie własnej „Cymry” – „tutejsi, ziomkowie, rodacy”). Mieli dobre stosunki z innymi narodami celtyckimi (Szkotami i Irlandczykami). Podobnie jak Szkoci, przywiązują dużą wagę do równości społecznej, pomocy ludziom starszym i biednym. Powoduje to, że w przeciwieństwie do konserwatywnych Anglików, w Walii większe poparcie mają partie lewicowe.

## Język

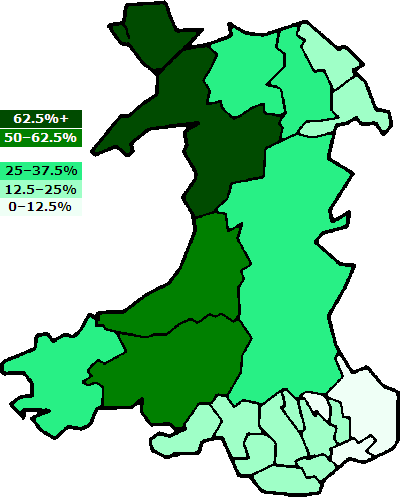
Używanie języka walijskiego w Walii w podziale na regiony

Język walijski stanowi jeden z najważniejszych elementów narodu walijskiego, choć Walijczycy znają i używają również języka angielskiego. Jest jednym z dwóch (obok angielskiego) języków urzędowych na terenie Walii. Współcześnie język walijski przeżywa odrodzenie i szczególnie modny jest wśród ludzi młodych. Od 1962 język walijski jest regulowany przez Towarzystwo Języka Walijskiego. Język ten ma w instytucjach Unii Europejskiej status języka półoficjalnego. Mogą być w nim sporządzane tłumaczenia na koszt Wielkiej Brytanii, jednakże wersja walijskojęzyczna nie ma formy oficjalnego aktu prawnego.

## Symbole narodowe

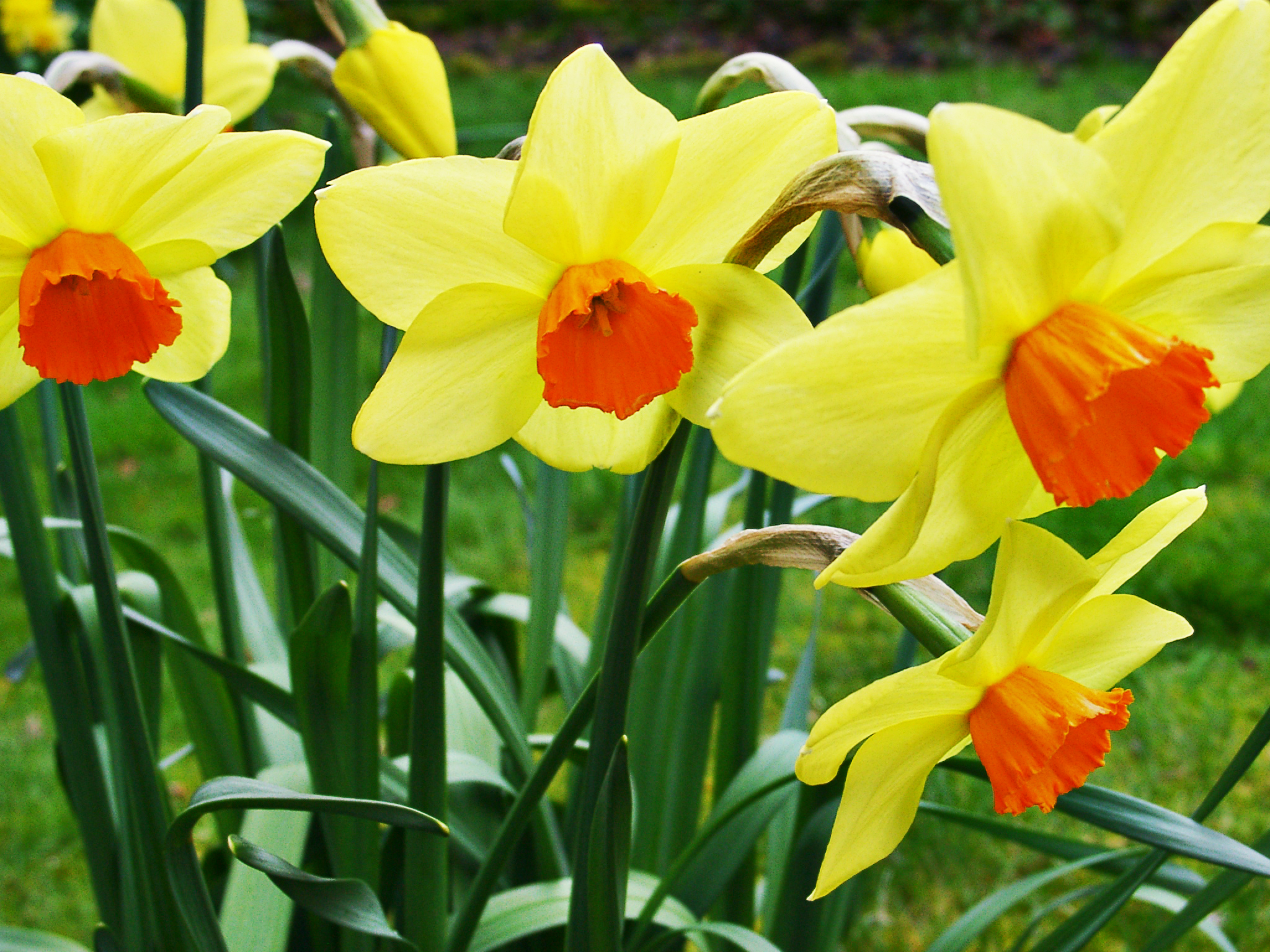
Walijskie żonkile

Czerwony smok na fladze Walii

Wizerunki walijskich symboli narodowych towarzyszą Walijczykom w ich życiu codziennym. 
Czerwony smok
Czerwony smok jest symbolem Walii od średniowiecza. Był godłem rodowym Cadwaladra, ostatniego monarchy celtyckiego. Został umieszczony na fladze w 1959. Wizerunek smoka był używany również na poprzednim herbie Walii. Flaga Wielkiej Brytanii nie zawiera elementu walijskiego.

Oznaka Księcia Walii
Oznaka Księcia Walii od XIV wieku składa się z korony opasującej trzy pióra strusie przeplecione wstęgą z dewizą Ich dien (starogermański Ja służę). Największą popularnością symbol ten cieszył się w XVIII wieku. W XIX wieku został przyjęty na logo Welsh Rugby Union (Walijskiego Związku Rugby Union) i został umieszczony na strojach reprezentantów Walii w rugby union.
Por i żonkil
Geneza poru jako symbolu Walii sięga czasów dynastii Tudorów. Warzywo to występuje w tradycyjnych potrawach kuchni walijskiej. Do spopularyzowania żonkila przyczynił się David Lloyd George na początku XX wieku. Kwiat ten widniał na rządowych dokumentach tego okresu. Przyjęto go na zasadzie podobieństwa językowego (cenhinen i cennin to po walijsku por natomiast cennin pedr to żonkil). Pory i żonkile są używane podczas dekoracji z okazji święta Davida (1 marca).
Podwójna harfa
Podwójna harfa nawiązuje do zamiłowania Walijczyków do śpiewu. Śpiew chóralny, przede wszystkim męski, jest bardzo ważną częścią kultury walijskiej, szczególnie na obszarach wiejskich. Walijczycy śpiewają nie tylko przy okazji spotkań religijnych, ale także sportowych i towarzyskich. Istotnymi elementami imprez kulturalnych są występy chórów męskich. Wizerunki harfy znajdowały się na dyplomach, chorągwiach, książkach oraz medalach. Obecnie są wykorzystywane głównie na spotkaniach eisteddfod.

## Rugby
Mimo że rugby jest sportem pochodzącym z Anglii, to jest bardzo popularne w Walii. W 1881 reprezentacja Walii w rugby union mężczyzn rozegrała pierwszy mecz. Rugby stało się sportem narodowym już na początku XX wieku i uznane za sport typowo celtycki, gdyż wymaga siły fizycznej, determinacji oraz silnego ducha. Szczególnie ważne dla Walijczyków są mecze przeciwko reprezentacji Anglii. Zawodnicy, którzy w tych meczach zdobywają ważne punkty dla czerwonych smoków, zyskują status bohaterów narodowych.

## Religia
Religia w Walii odgrywała większą rolę niż w Anglii. Przejawia się to m.in. w liczbie kościołów i kapliczek, udziale wierzących i praktykujących w społeczeństwie oraz przedrostkach „Llan” (czyli święty) w nazwach geograficznych. Miejsca związane z kultem religijnym są w Walii miejscem spotkań. Walijczycy nie są jednorodną grupą religijną. Znaczna większość (71,9%) wyznaje chrześcijaństwo – przeważnie anglikanizm i kongregacjonalizm. Kościół anglikański jest rozpowszechniony zwłaszcza w miastach, na terenach uprzemysłowionych, głównie ze względu na osadnictwo angielskie. Kongregacjonalizm jest związany głównie z wiejską ludnością walijskojęzyczną. Przyczyną popularności tego kościoła jest sprzeciw wobec Anglii i kościoła anglikańskiego, który zdaniem kongregacjonalistów został narzucony bezprawnie.

## Nacjonalizm
Rozwój nacjonalizmu walijskiego zaczął się w XIX wieku. Działania jego zwolenników polegały na utrzymywaniu walijskiej tożsamości kulturowej. Popularność trendów nacjonalistycznych była znacznie większa na wiejskich terenach północnych i zachodnich niż na bogatym południu. W przeciwieństwie do Szkocji i Irlandii Walijczycy nie utworzyli żadnej znaczącej organizacji nacjonalistycznej. Powstała w 1925 Plaid Genedlaethol Cymru – Walijska Partia Narodowa miała inny charakter niż Pàrtaidh Nàiseanta na h-Alba – Szkocka Partia Narodowa opowiadająca się za zerwaniem unii i niepodległością Szkocji oraz Óglaigh na hÉireann – Irlandzka Armia Republikańska, która wywalczyła niepodległość Irlandii. Za swój cel Plaid Genedlaethol Cymru obrała utrzymywanie i rozwój kultury i języka walijskiego oraz większą autonomię lokalnych władz w sprawach ekonomicznych i gospodarczych.
Istniały także inne stowarzyszenia, takie jak: Armia Wolnej Walii, Ruch Obrony Walii i Robotnicza Armia Republiki Walijskiej, jednak miały one rolę marginalną i ich celem także była przede wszystkim obrona walijskiej kultury i języka, a nie walka zbrojna o niepodległość. Działalność niepodległościowa AWW polegała głównie na malowaniu haseł niepodległościowych na murach w latach 60. XX wieku. Natomiast Ruch Obrony Walii zorganizował zamach bombowy, przeprowadzony w taki sposób, by uniknąć ofiar w ludziach. W latach 1980–1982 zostało zorganizowanych 14 zamachów bombowych, do których przyznała się RARW. Nacjonalizm walijski objawia się również przy okazji wydarzeń sportowych, w których drużyna walijska (reprezentacja lub klub) spotyka się z angielską. Na skutek bezwzględnych reakcji związków sportowych oraz policji do takich incydentów dochodzi rzadko.
Część nacjonalistów jest zdania, że Walia nie może opuścić Zjednoczonego Królestwa, gdyż je stworzyła (król Henryk VII Tudor – założyciel dynastii Tudorów – był Walijczykiem).